# Anatolij Dmitrijevics Papanov
Anatolij Dmitrijevics Papanov (Анатолий Дмитриевич Папанов; Vjazma, 1922. október 31. – Moszkva, 1987. augusztus 5.), szovjet film- és színházi művész.
Papanov számos ismert szovjet filmben szerepelt, gyakran barátjával, Andrej Mironovval.
A legismertebbek sikeres komédiás szerepei, de számos komoly és drámai szerpben is sikereket ért el, mint amilyen a politikai foglyokról szóló 53 hideg nyara. 1973-ban megkapta a Szovjet Nép Művésze (Народный артист СССР) kitüntetést.

## Élete
Munkásszülők gyermekeként látta meg a világot Vjazmában, a Szovjetunió nyugati részén. Az 1930-as években a család Moszkvába költözött. Gyermekként drámakörbe járt, de színészi pályán csak később indult el, miután öntödei munkásként dolgozott és harcolt a második világháborúban. 1942-ben sebesülése miatt tartalékos lett. A színművészeti iskolában ismerte meg leendő feleségét, Nagyezsda Karatajevát, aki egy kórházvonaton ápolónőként vett részt a háborúban. A háború vége után 10 nappal házasodtak össze, 1945. május 20.-án.
A Moszkvai szatirikus színház színpadán vált ismertté (ahol összesen 40 éven át lépett fel) az 1950-es évek közepén, és ismertsége felkeltette a filmrendezők érdeklődését is. Eredetileg vígjátékok kisebb szerepeit kapta, de ismertségét az Az élő és a holt (1963) Szerpilin generálisának szerepe hozta meg.
Legnépszerűbbek a vígjátéki szerepei lettek, mint Leonyid Gajdaj rendezéseiben (A gyémánt kar, 1968) vagy a No, megállj csak! rajzfilmsorozatának Farkasaként, mely szerep annyira összenőtt vele hogy halála után nem folytatták a sorozatot sem.
Utolsó munkája az 53 hideg nyara (1987) tragikus dráma volt. Papanov szívrohamban hunyt el 1987-ben Moszkvában, amikor melegvízhiány miatt hideg zuhanyt vett, kilenc nappal régi barátja és színésztársa, Andrej Mironov halála előtt. Papanov a Novogyevicsi temetőben nyugszik.

## Filmjei

### Szinkronhangként
- A kis béka apukáját keresi (1964)
- Maugli kalandjai (1967–1971)
- A kis hableány (Русалочка, 1968)
- No, megállj csak! (Ну, погоди! 1969–1987, 1993–94, 18 epizód)

## További hivatkozások
- ’53 hideg nyara
- Anatoli Papanov. Rövid életrajz.